# Dristigheten
Die 1901 in Dienst gestellte Dristigheten war das siebte (Küsten-)Panzerschiff (schwed. „Pansarskepp“) der schwedischen Flotte. Die Dristigheten war ein Einzelschiff nach zwei Klassen von je drei Schiffen. Sie wurde von 1899 bis 1901 von der Werft Lindholmens Varv in Göteborg als umbewaffnete Weiterentwicklung der Oden-Klasse gebaut. Alle Waffen der Dristigheten waren erstmals auf einem schwedischen Panzerschiff Schnellfeuerwaffen. Zwei 210-mm-L/44-Bofors-Geschütze Modell 98 in einem vorderen und hinteren Einzelturm ersetzten die zuletzt verwendeten französischen 10-Zoll-Canet-Geschütze. Die neuen Bofors-Geschütze schossen allerdings schneller und weiter als die bislang verwendeten schweren Waffen. Dazu kamen jetzt sechs schwerere 152-mm-L/44-Bofors-Geschütze Modell 98 in Kasematten. Ab 1906 diente das Schiff als Kadettenschulschiff und machte im Winter Reisen ins Mittelmeer.
1927 wurde beschlossen, das zur Aussonderung anstehende Schiff bei Bergsund in Stockholm zu einem Werkstattschiff für Seeflugzeuge umzubauen. Die schweren Türme und die Kasematten wurden ausgebaut und auf dem Achterdeck wurde eine Werkstatthalle errichtet. Die Dristigheten kam 1929 wieder in Dienst.  Ein Einsatz als Seeflugzeugträger war nicht möglich, da höchstens drei Maschinen an Bord genommen werden konnten und auch kein Katapult vorhanden war. Das Schiff blieb während des Zweiten Weltkriegs in Dienst und wurde 1947 außer Dienst gestellt. Der Rumpf wurde als Artillerie-Ziel und für Sprengversuche weiter genutzt und erst 1961 wurde die Dristigheten endgültig verschrottet.

## Baugeschichte

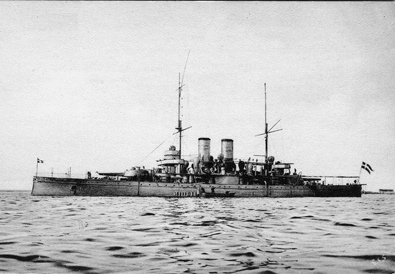
Dristigheten kurz nach der Fertigstellung

Der Bau der Dristigheten wurde 1898 bewilligt. Der neuorganisierte Motala-Konzern erhielt den Auftrag und entwickelte ein verbessertes Schiff der Oden-Klasse, der auf der zum Konzern gehörigen Lindholm-Werft in Göteborg ab 1899 gebaut wurde. Das neue Panzerschiff erhielt den Namen Dristigheten (Kühnheit) nach dem Linienschiff dieses Namens, das von 1785 bis 1867 in Dienst blieb und sich vor allem in den Kriegen gegen Russland zu Ende des 18. Jahrhunderts ausgezeichnet hatte.
Der Bau der Dristigheten  begann mit der Fertigstellung der Niord als viertes Küstenpanzerschiff der Bauwerft für die schwedische Marine.

### Musterschiff der neuen Schnellfeuerbewaffnung
Als Hauptbewaffnung wurden erstmals zwei 21-cm-L/44-Bofors-Schnellfeuergeschütze Modell 98 in Einzeltürmen eingeführt. Die neuen Bofors-Geschütze schossen schneller und weiter als die zuletzt verwendeten französischen 10-Zoll-Canet-Geschütze. Die schwedische Marine verwendete diese Waffe dann auch auf den fünf folgenden Panzerschiffen (4 der Äran-Klasse und Oscar II.) und modernisierte mit der Waffe auch ihre älteren Panzerschiffe der Svea-Klasse. Die als nicht hinreichend durchschlagskräftig empfundenen 120-mm-Schnellfeuergeschütze der Oden-Klasse wurden durch die ebenfalls neuentwickelten 152-mm-L/44-Bofors-Schnellfeuergeschütze Modell 98 in Kasematten an den Seiten des Aufbaues ersetzt. Diese Art der Aufstellung wurde bei den Nachfolgern und den umgerüsteten Schiffen der Svea-Klasse allerdings wieder zu Gunsten von Türmen für diese neue Standardwaffe der Marine aufgegeben. Bei den leichten Waffen kamen zehn 57-mm-L/55-Finspång-Schnellfeuergeschütze Modell 89B wie auf den vorangegangenen Panzerschiffen zum Einbau. Die Torpedobewaffnung mit zwei 45-cm-Breitseitrohren Modell 99 war gegenüber den zuletzt verwendeten einzelnen Bugrohren gleichen Kalibers etwas verändert. Dazu erhielt die Dristigheten noch eine 37-mm-Maschinenkanone vom Modell 98B, mit der bei Bedarf eines der beiden großen Dampfbeiboote ausgerüstet werden konnte.
Neben der Bewaffnung war auch die Antriebsanlage verändert worden. Erstmals kamen auf der acht Yarrow-Kessel zum Einbau. Die Verwendung dieses für Zerstörer entwickelten Wasserrohrkessel war zuvor schon von der dänischen Marine bei ihren größeren Einheiten umgesetzt worden. Die kleinen und relativ leichten Kessel waren in zwei Kesselräumen aufgestellt. Die von Motala gelieferten Dreifach-Expansionsmaschinen erreichte eine Konstruktionsleistung von 5600 PS und gaben der Dristigheten eine Höchstgeschwindigkeit von 16,8 kn.
Nach 1906 erhielt die Dristigheten  wie die Schiffe der folgenden Äran-Klasse einen Dreibeinmast und einen modernen Entfernungsmesser. Während des Ersten Weltkrieges tauschte sie noch zwei ihrer 57-mm-Geschütze gegen die Luftabwehrversion des 57-mm-Geschützes.

### Umbau zum Seeflugzeugtender
1927 wurde beschlossen, das 1931 zur Aussonderung anstehende Schiff bei Bergsund in Stockholm zu einem Werkstattschiff für Seeflugzeuge umzubauen.  Die schweren Türme und die Kasematten wurden ausgebaut und auf dem Achterdeck wurde eine Werkstatthalle errichtet. Noch hinter dieser wurde ein Kran aufgestellt, mit dem Seeflugzeuge an Bord gehoben oder auf das Wasser gesetzt werden konnten.
Als Flugzeuge wurden zuerst Tests mit Maschinen vom Typ T 1 Heinkel HD 16, von denen zwei vorhanden waren, und J 4 Heinkel HD 19, von denen sechs vorhanden waren, gemacht.
Die neue Bewaffnung bestand nur aus Flugabwehrwaffen. Es wurden vier 75-mm-L/50-Flak Modell 12, ein Zwillings-MG und zwei Einzel-MGs aufgestellt.  
Die Dristigheten kam 1929 wieder in Dienst. Auch wenn sie gelegentlich als Seeflugzeugträger bezeichnet wurde, war sie dies nicht, da sie höchstens drei Maschinen an Bord nehmen konnte und auch über keinen Katapult zum Start von Bord verfügte.

## Einsatzgeschichte
Die Dristigheten kam am 5. Dezember 1901 in Dienst.

### Auslandsreisen des Panzerschiffes
Vom 27. Mai bis zum 11. September 1906 machte sie ihre erst längere Reise, auf der sie Sundsvall, Wilhelmshaven, Sheerness, Helsingborg und Malmö besuchte, ehe sie nach Karlskrona zurückkehrte. Schon am 28. Oktober lief sie dann zu einer Winterfahrt ins Mittelmeer aus. Sie besuchte Cherbourg, Vigo, Tanger, Algier, Malta, Smyrna (heute Izmir), Saloniki, Piräus, Naxos, Suda Bay/Kreta, Bizerta, Neapel, Toulon, Gibraltar, Plymouth und Strömstad, ehe sie am 14. April 1907 wieder in Karlskrona eintraf.
Im Juli und August 1908 besuchte die Dristigheten Gravesend und Le Havre zusammen mit dem Panzerschiff Thor.

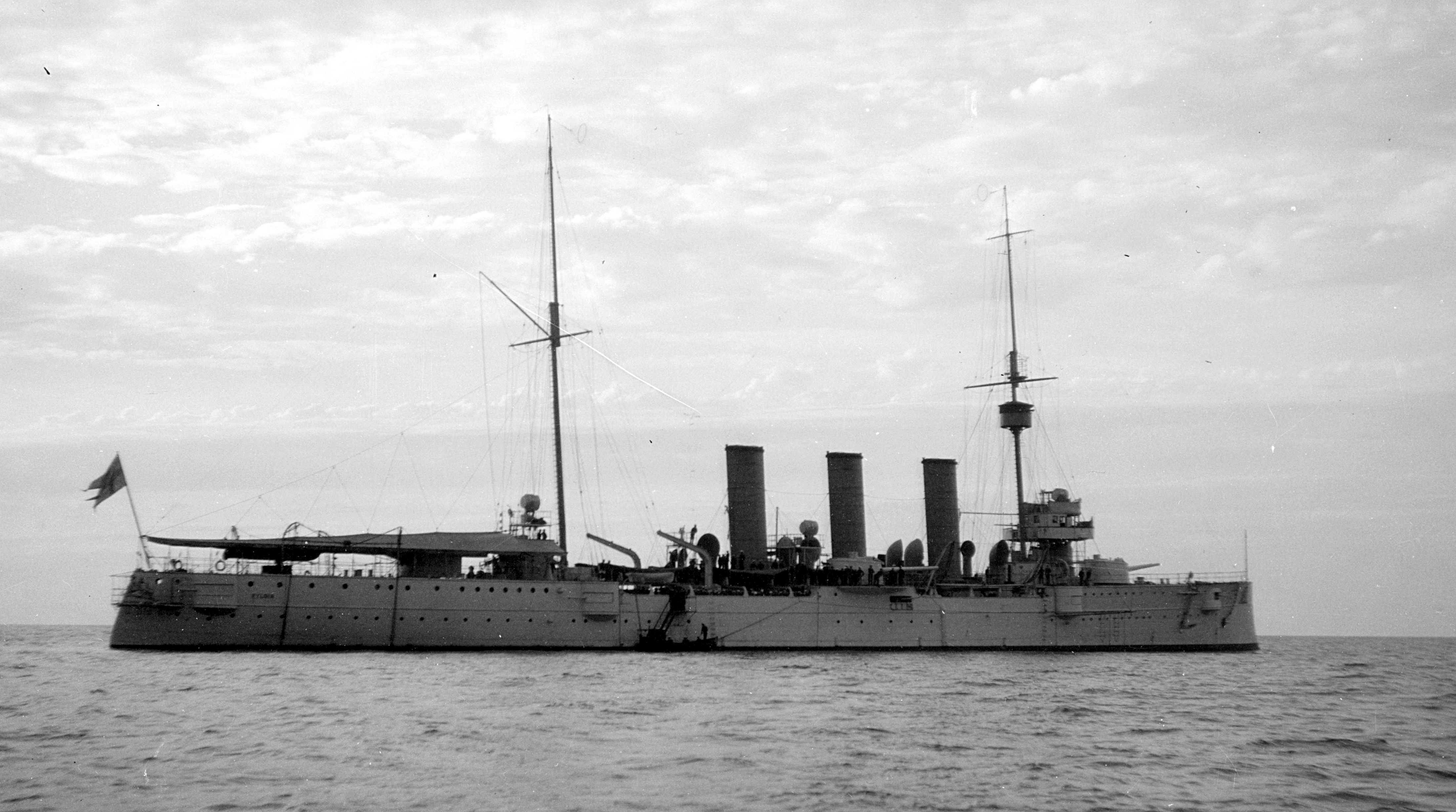
Der Panzerkreuzer Fylgia

1909 folgte vom 8. Juni bis zum 4. August erneut eine Mittelmeerreise über Portsmouth und Gibraltar nach Genua und Algier. Auf dem Rückweg wurde Cherbourg angelaufen. Begleitet besuchte die Dristigheten von dem im April aus Südamerika zurückgekehrten Panzerkreuzer Fylgia.
1910 wurde eine weitere Reise zusammen mit der Fylgia vom 12. Mai bis um 5. Juli nach Rotterdam, Guernsey, Santander, St. Nazaire, zur Brodick Bay der schottischen Insel Arran, nach Greenock, Kopenhagen und Strömstad durchgeführt.
Im Herbst 1912 begleitete die Dristigheten von Stockholm mit der Fylgia und dem Zerstörer Sigurd das Panzerschiff Oscar II. mit König Gustav V. und seiner Frau Viktoria an Bord zur Insel Pitkäpaasi vor Wyborg, wo das schwedische Königspaar den Zaren mit Familie traf.
Nach Einsatz in der Küstenüberwachung während des Ersten Weltkriegs besuchte die Dristigheten  um den Jahreswechsel 1918/1919 Kopenhagen und Kristiansand. 1921 besuchte sie dann noch Kiel, Plymouth, Lissabon, Bordeaux, Dartmouth und Kristiania (heute Oslo) sowie auf ihrer letzten großen Auslandsreise 1922 Leith, Oporto, San Sebastian, La Rochelle und Flensburg.

### Einsatz als Seeflugzeugtender
1927 bis 1929 erfolgte dann der Umbau des Schiffes zu einem Seeflugzeugtender. Es wurden Versuche mit bei der Firma Heinkel in Deutschland erworbenen Doppeldecker-Seeflugzeugen durchgeführt. Für den neuen Kreuzer Gotland, der als Minenleger und Seeflugzeugträger zur Unterstützung der Flotte dienen sollte,  wurden dann sechs Hawker Osprey beschafft, die in Schweden bei Nydqvist och Holm gebaute Bristol Mercury Sternmotoren erhielten. Ob diese auch noch die Dristigheten benutzten, konnte nicht festgestellt werden.

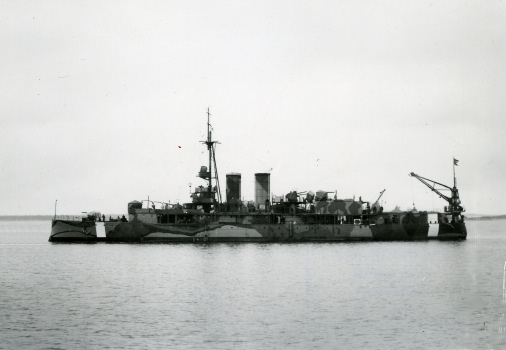
Die Dristigheten während des Zweiten Weltkriegs mit zusätzlichen Aufbauten und Waffen vor der Werkstatthalle

Nach dem Mobilisierungsplan sollte die Dristigheten zusammen mit der Gotland und sechs Zerstörern und den Seeflugzeugen die schwedischen Gewässer überwachen und deren Benutzer überprüfen. Am Tag des deutschen Angriffs auf Dänemark und Norwegen (Unternehmen Weserübung) am 9. April 1940 befand sie sich wegen ihres schlechten Erhaltungszustandes in der Werft in Stockholm. Nach der Überholung blieb das Schiff in der Hauptstadt als Flak-Schiff, wobei die Bewaffnung auch etwas verstärkt wurde und verlegte erst kurz vor Ende des Zweiten Weltkriegs nach Karlskrona.

### Ende derDristigheten
Nach dem Zweiten Weltkrieg gab es keine neuen aktiven Einsatzmöglichkeiten für das alte Schiff und es wurde am 13. Juni 1947 aus der Flottenliste gestrichen.
Die Reste des Schiffes dienten in der Folgezeit noch als Ziel für Artillerieübungen und es wurden an ihr Sprengversuche durchgeführt. Im Sommer 1960 diente sie erneut Zerstörern und Fregatten als Ziel mit scharfen Waffen. Nach solchen Übungen, gingen Arbeitstrupps an Bord, um vorhandenen Lecks zu schließen und das Zielschiff wieder in den Hafen zu bringen. Das Schiff nahm aber 1960 weiter zu viel Wasser und sank in der Schären vor Karlskrona im Schlepp.
Es wurde zwar anschließend wieder gehoben, aber die Schäden waren diesmal derart weitgehend, dass man sich entschloss, die Dristigheten 1962 zum Abwracken nach Göteborg zu verkaufen.

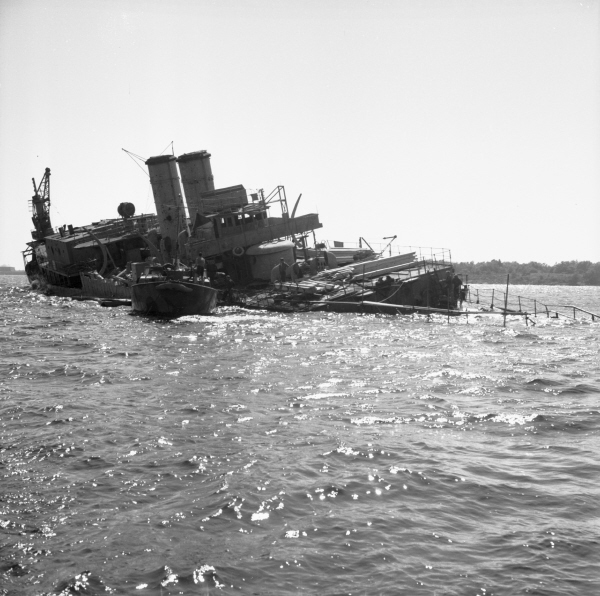
Die zerschossene und sinkende Dristigheten
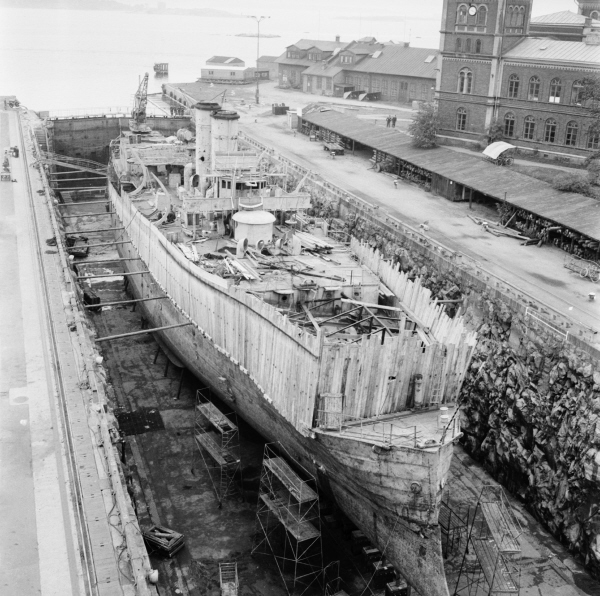
Die zerschossene Dristigheten im Dock

## Die schwedischen Küstenpanzerschiffe
| Name             | Stapellauf | Verdrängung | Länge         | Geschwindigkeit | Hauptbewaffnung                      |
| ---------------- | ---------- | ----------- | ------------- | --------------- | ------------------------------------ |
| 3 Svea-Klasse    | 1885–1893  | 3100–3300 t | 77,6-82,0 m   | 15-16 kn        | 1-2x25,4 cm-, 4-15,2 cm-Geschütze    |
| 3 Oden-Klasse    | 1896–1898  | 3300–3400 t | 86,3 m        | 16,5-17 kn      | 2-25,4 cm-, 6–12 cm-Geschütze        |
| Dristigheten     | 1900       | 3550 t      | 89,0 m        | 16,5 kn         | 2–21 cm-, 6-15,2 cm-Geschütze        |
| 4 Äran-Klasse    | 1901–1903  | 3650 t      | 89,7 m        | 17 kn           | 2–21 cm-, 6-15,2 cm-Geschütze        |
| Oscar II.        | 1905       | 4270 t      | 95,6 m        | 16,5 kn         | 2–21 cm-, 4-2x15,2 cm-Geschütze      |
| 3 Sverige-Klasse | 1915–1918  | 6850–7125 t | 120,0-121,6 m | 22,5 kn         | 2-2x28 cm-, 1-2x+6-15,2 cm-Geschütze |